# Lindry
 (décembre 2013).
- Si vous ne connaissez pas le sujet, laissez ce bandeau (vous pouvez alors contacter les auteurs).
- Si vous supprimez le contenu mis en cause (vous pouvez préalablement contacter les auteurs),

argumentez précisément cette suppression dans la page de discussion
(un manque de référence n'est pas un argument ; une recherche réelle de référence doit avoir été effectuée, être formellement documentée).
Lindry est une commune française située dans le département de l'Yonne en région Bourgogne-Franche-Comté. Ses habitants sont appelés les Lindrycois.

## Géographie

### Situation
Lindry est une commune péri-urbaine située à huit kilomètres à l'ouest d'Auxerre et à quinze kilomètres à l'est de Toucy. Comprise entre la vallée de l'Yonne, à l'est, et la vallée de l'Ouanne, à l'ouest, Lindry est limitrophe des communes de Poilly-sur-Tholon et Charbuy au nord, de Villefargeau à l'est, d'Égleny et Beauvoir à l'ouest, et de Pourrain et Chevannes au sud.
Sa proximité avec la ville d'Auxerre, où travaillent chaque jour de nombreux[précision nécessaire] Lindrycois, explique en partie sa forte croissance démographique, avec un gain de plus de 200 habitants entre 2000 et 2008. Elle compte ainsi un peu plus de 1 200 habitants en 2009, retrouvant sa population du XIXe siècle.
La commune de Lindry est considérée comme l'une des portes de la Puisaye. Elle doit avant tout cette appellation au fait que, sur le plan géologique, elle se trouve aux confins d'une région où prédominent les sables dits de Puisaye. Mais elle le doit aussi, sur le plan administratif, au fait qu'en 1801 elle a été détachée du canton auxerrois de Saint-Georges-sur-Baulche, créé en 1790 et supprimé en 1801, pour être rattachée au canton poyaudin de Toucy.
Sur le plan historique, Lindry est la seule et unique commune de l'Yonne à être passée ainsi, en 1801, de l'Auxerrois à la Puisaye. Partagée depuis lors entre Auxerre, qui lui procure son renouveau économique, et la ville de Toucy, à laquelle elle est reliée par son sol et son affiliation cantonale, elle a rejoint la communauté d'agglomération de l'Auxerrois le 1er janvier 2012.

### Composition

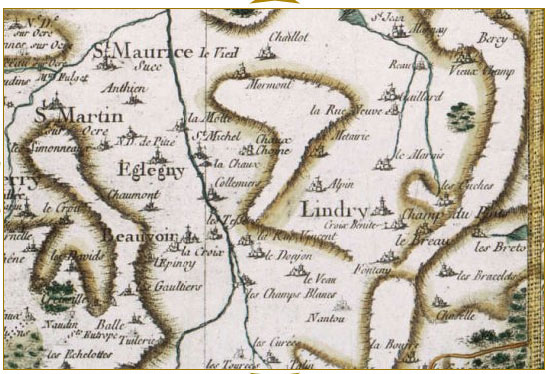
Extrait de la carte de Cassini (1756) centrée sur Lindry.

En 2000, la commune se composait du bourg de Lindry et de vingt hameaux : douze hameaux figurant sur la carte de Cassini de 1756 (Alpin, Riot, Chazelles, Le Marais, La Rue-Neuve, Le Fonteny, Le Bréau, Les Houches, Les Bretons, Les Bachelets, Château-Gaillard et La Métairie, autrefois appelée Nancré) et huit hameaux ne figurant pas sur cette carte (Angrain, L'Enchâtre, La Cave, La Moinerie, Le Tremblay, Les Loups, Les Séguins et La Rue du Cul-d'Oison). Un autre hameau noté sur ladite carte a disparu après 1895 : Champ-du-Puits.
Dans un manuscrit de 1663, le chanoine d'Auxerre Louis Noël-Damy, curé de Lindry de 1659 à 1686, signale sept autres hameaux disparus avant la réalisation de la carte de Cassini : Binansiau, Montaubrat, Villefareau, Pignat, La Boulassière, La Dominière et Faultrier-l'Étang (les cinq premiers hameaux figurent uniquement comme lieux-dits dans le cadastre de 1980, tout comme l'ancien hameau de Champ-du-Puits).
Le chanoine Louis Noël-Damy décrit ainsi la paroisse de Lindry : « À l’entrée orientale de cette paroisse, le fond est sablonneux mais, dans le lieu des Houches, le sable est doux et mêlé de bonne terre. Ainsi Lindry, sur terrain, est très bon fond qui a diverses qualités, et Lindry, souterrain, est diversifié en bonne terre, sable et marne. Dans l’étendue de ladite paroisse sont vingt-cinq fontaines ou environ, de très bonne eau, mais celles des Houches et du Marais font des ruisseaux qui coulent dans les biefs des moulins. »
Le nombre élevé de hameaux à Lindry est dû à la profusion des anciens points d'eau dans toute la commune. Dans une étude publiée par le géologue Raulin en 1858, sont dénombrés  les principaux puits existant à Lindry au XIXe siècle :  celui de Champ-du-Puits, déjà très ancien à l’époque et profond de 40 mètres, ceux du Marais et des Houches, profonds de 15 mètres, et ceux de La Rue, des Bachelets, de Chazelles et du Bréau, de 7 mètres de profondeur. Sont signalées aussi de belles sources au bourg de Lindry et dans presque tous les hameaux. Avec l’arrivée de l’eau courante au XXe siècle, la plupart des puits disparaissent à Lindry. Ne restent que les sources et quelques puits gardés à titre décoratif.

### Géologie
À la fin de l’ère secondaire, lors de la période géologique du crétacé, les Alpes et les Pyrénées n’existaient pas encore. Le Bassin parisien était entouré d’un long chapelet de montagnes, composé des Ardennes, des Vosges, du Morvan, du Massif central et du Massif armoricain. Un fleuve géant, ancêtre de la Loire, dévalait les pentes du Massif central pour se jeter dans une mer aujourd’hui disparue, la mer Crétacique, ceci quelque part à portée de la Puisaye, au nord-ouest du Morvan. C’est l’action successive, parfois conjuguée, de ce large fleuve à très gros débit et de cette mer préhistorique recouvrant tout ou partie du Bassin parisien qui engendra les cinq terrains géologiques différents qui affleurent au XXIe siècle à la surface de Lindry.

#### Ère secondaire: la sédimentation fluviale
Dans un premier temps du crétacé, celui de l’albien inférieur, ce fut uniquement le fleuve qui modela le sol de Lindry. Le territoire de cette localité était encore à l’air libre, dans la zone inondable du puissant cours d’eau. Au gré des crues, celui-ci déversa sur toute la Puisaye, jusqu’à Lindry, des flots de boue et de fins débris rocheux, provenant de l’érosion du Massif  central. Ces alluvions formèrent une couche épaisse de sables verts et d’argile noire, contenant des fossiles végétaux amenés par le fleuve.
Dans un deuxième temps du crétacé, celui de l’albien moyen, la mer Crétacique submergea tout le territoire de Lindry, qui se vit noyé dans une baie aux eaux peu profondes. Le grand fleuve préhistorique, toutefois, continua d’agir sur toute la Puisaye en déposant au fond de la mer de grosses quantités de petits grains de roche broyée, charriés depuis le Massif central. Ces alluvions formèrent une épaisse couche de sables jaunes ou ferrugineux, abritant de nombreux fossiles de mollusques marins.
Dans un troisième temps du crétacé, celui de l’albien supérieur, la mer Crétacique se retira quelque peu. Le finage de Lindry se retrouva alors sur la bande côtière, soumise à l’action des vagues qui brassaient le sable et l’argile apportés par le fleuve. Cette action du ressac, mélangeant les dépôts organiques marins aux alluvions fluviales, produisit une grosse couche de marnes, avec quelques traces de phosphates.

#### Ère secondaire: la sédimentation marine
Dans un quatrième temps du crétacé, celui du cénomanien inférieur, la mer Crétacique haussa à tel point qu’elle engloutit la presque totalité du territoire de l’Yonne, jusqu’au pied du Morvan. Cette fois, le finage de Lindry se trouva enfoui sous 1 000 mètres environ d’eau marine, hors de portée du puissant fleuve préhistorique qui l’avait recouvert jusque lors de sables et d’argiles. Sous la formidable pression de l’eau, dans les profondeurs abyssales de la mer, les dépôts organiques marins furent écrasés et mêlés à la partie superficielle des marnes de l’albien supérieur, formant ainsi une couche de marnes crayeuses.
Dans un cinquième et dernier temps du crétacé, celui du cénomanien supérieur, les dépôts organiques qui continuaient de s’accumuler au fin fond de la mer Crétacique, sur le finage de Lindry comme ailleurs, cessèrent de se mélanger aux marnes devenues trop profondes. Les fonds marins se recouvrirent  alors peu à peu d’une épaisse couche de craie, renfermant les fossiles de tous les mollusques de l’époque.

#### Ère tertiaire: l'érosion pluviale
Au tout début de l’ère tertiaire, la mer Crétacique de l’ère secondaire ayant disparu à jamais, le finage de Lindry se retrouva à l’air libre. Ce n’était alors qu’un immense plateau de craie recouvrant toutes les couches de marnes, d’argile et de sable superposées pendant les deux phases de sédimentation fluviale puis marine. Peu à peu, cependant, le finage prit le relief que nous lui connaissons au XXIe siècle, ceci par l’érosion lente mais régulière du plateau crayeux initial.
Ce fut l’eau de pluie qui façonna le paysage de Lindry. S’infiltrant dans la craie, puis la rongeant et la dissolvant sur presque tout le territoire, elle ne laissa en place que deux hauteurs situées à l’ouest et au sud-ouest du finage : le Thureau de La Borde, qui culmine à 218 mètres d'altitude, et l'Epine à la Chèvre, qui domine quant à elle à 221 mètres. Partout ailleurs, le sol fut creusé au fil du temps jusqu’aux couches de sable les plus anciennes, ceci par la pluie et quatre ruisseaux évacuant les eaux pluviales.
Grâce à leur chapeau de craie perméable, les deux hauteurs de Lindry sont au cœur de l'ensemble du système hydrographique de la commune. Elles fonctionnent comme deux grosses éponges qui captent l’eau de pluie, qu’elles acheminent ensuite par voie souterraine jusqu’aux sources des quatre ruisseaux environnants, à savoir : les rus de Remuen et de l’Enchâtre à l’est, puis le Ravillon et le ru de Pré-Long au nord. Les trois premiers cours d’eau ont creusé leur lit jusqu’à la couche sédimentaire la plus ancienne, alors que le dernier coule encore sur une couche plus récente. Bien que de faible débit, ce sont ces quatre rus fort paisibles qui emportent au loin, peu à peu, les matières rocheuses arrachées par la pluie, issues des deux massifs crayeux de Lindry qui se désagrègent lentement.

#### Ère quaternaire: les terrains géologiques
Au XXIe siècle, quelque deux millions d'années après le début de l'ère quaternaire, la commune de Lindry repose sur cinq terrains géologiques différents, formés par sédimentation fluviale et marine à la fin de l’ère secondaire, puis, à partir de l’ère tertiaire, ramenés un à un à la surface par l’érosion pluviale :
- Le terrain le plus ancien remonte à l’albien inférieur. Il n’apparaît que dans deux endroits boisés : aux Grands Vernes, où coulent les rus de l’Enchâtre et de Remuen, et aux Vernes des Houches, où le Ravillon prend sa source. On y trouve des sables verts, de l’argile noire et des fossiles végétaux.
- Le deuxième terrain, abritant le ru de Pré-Long, date de l’albien moyen. Il prédomine largement à Lindry, ceci autour de Chazelles, des Houches et du Marais, et dans la plupart des autres hameaux. On y trouve des sables jaunes et ferrugineux, dits sables de Puisaye, et des fossiles de mollusques marins.
- Le troisième terrain s’est formé à l’albien supérieur. Il apparaît au pied des deux massifs crayeux de Lindry, notamment au bourg de la commune. Composé d’argile et de marnes imperméables, il retient l’eau de pluie et alimente les sources, les rus, les puits, les pâtures et les prairies.
- Le quatrième terrain date du cénomanien inférieur. Il n’affleure que sur les pentes des deux hauteurs de Lindry et, parmi tous les hameaux, seul le Fonteny y repose entièrement. On y trouve de la gaize et des marnes crayeuses, mélange de sédiments d’origine fluviale puis marine.
- Le terrain le plus récent remonte au cénomanien supérieur. C’est lui qui recouvre les deux massifs à l’ouest et au sud-ouest de Lindry, sur lesquels aucun hameau n’a été construit. Il se compose de craie compacte et d’argile à silex et contient de nombreux fossiles de mollusques marins[7].

### Climat
Pour des articles plus généraux, voir Climat de la Bourgogne-Franche-Comté et Climat de l'Yonne.
En 2010, le climat de la commune est de type climat océanique dégradé des plaines du Centre et du Nord, selon une étude du Centre national de la recherche scientifique s'appuyant sur une série de données couvrant la période 1971-2000. En 2020, Météo-France publie une typologie des climats de la France métropolitaine dans laquelle la commune est exposée à un climat océanique altéré et est dans une zone de transition entre les régions climatiques « Lorraine, plateau de Langres, Morvan » et « Centre et contreforts nord du Massif Central ». 
Pour la période 1971-2000, la température annuelle moyenne est de 11 °C, avec une amplitude thermique annuelle de 15,8 °C. Le cumul annuel moyen de précipitations est de 777 mm, avec 12,1 jours de précipitations en janvier et 7,7 jours en juillet. Pour la période 1991-2020, la température moyenne annuelle observée sur la station météorologique de Météo-France la plus proche, « Aillant », sur la commune de Montholon à 10 km à vol d'oiseau, est de 11,5 °C et le cumul annuel moyen de précipitations est de 727,4 mm. 
La température maximale relevée sur cette station est de 42,7 °C, atteinte le 24 juillet 2019 ; la température minimale est de −23,5 °C, atteinte le 25 février 1986,,. 
Les paramètres climatiques de la commune ont été estimés pour le milieu du siècle (2041-2070) selon différents scénarios d'émission de gaz à effet de serre à partir des nouvelles projections climatiques de référence DRIAS-2020. Ils sont consultables sur un site dédié publié par Météo-France en novembre 2022.

## Urbanisme

### Typologie
Au 1er janvier 2024, Lindry est catégorisée commune rurale à habitat dispersé, selon la nouvelle grille communale de densité à sept niveaux définie par l'Insee en 2022.
Elle est située hors unité urbaine. Par ailleurs la commune fait partie de l'aire d'attraction d'Auxerre, dont elle est une commune de la couronne,. Cette aire, qui regroupe 104 communes, est catégorisée dans les aires de 50 000 à moins de 200 000 habitants,.

### Occupation des sols
L'occupation des sols de la commune, telle qu'elle ressort de la base de données européenne d’occupation biophysique des sols Corine Land Cover (CLC), est marquée par l'importance des territoires agricoles (72 % en 2018), en diminution par rapport à 1990 (73,9 %). La répartition détaillée en 2018 est la suivante : 
terres arables (64,1 %), forêts (22,3 %), zones agricoles hétérogènes (7,8 %), zones urbanisées (5,7 %). L'évolution de l’occupation des sols de la commune et de ses infrastructures peut être observée sur les différentes représentations cartographiques du territoire : la carte de Cassini (XVIIIe siècle), la carte d'état-major (1820-1866) et les cartes ou photos aériennes de l'IGN pour la période actuelle (1950 à aujourd'hui).

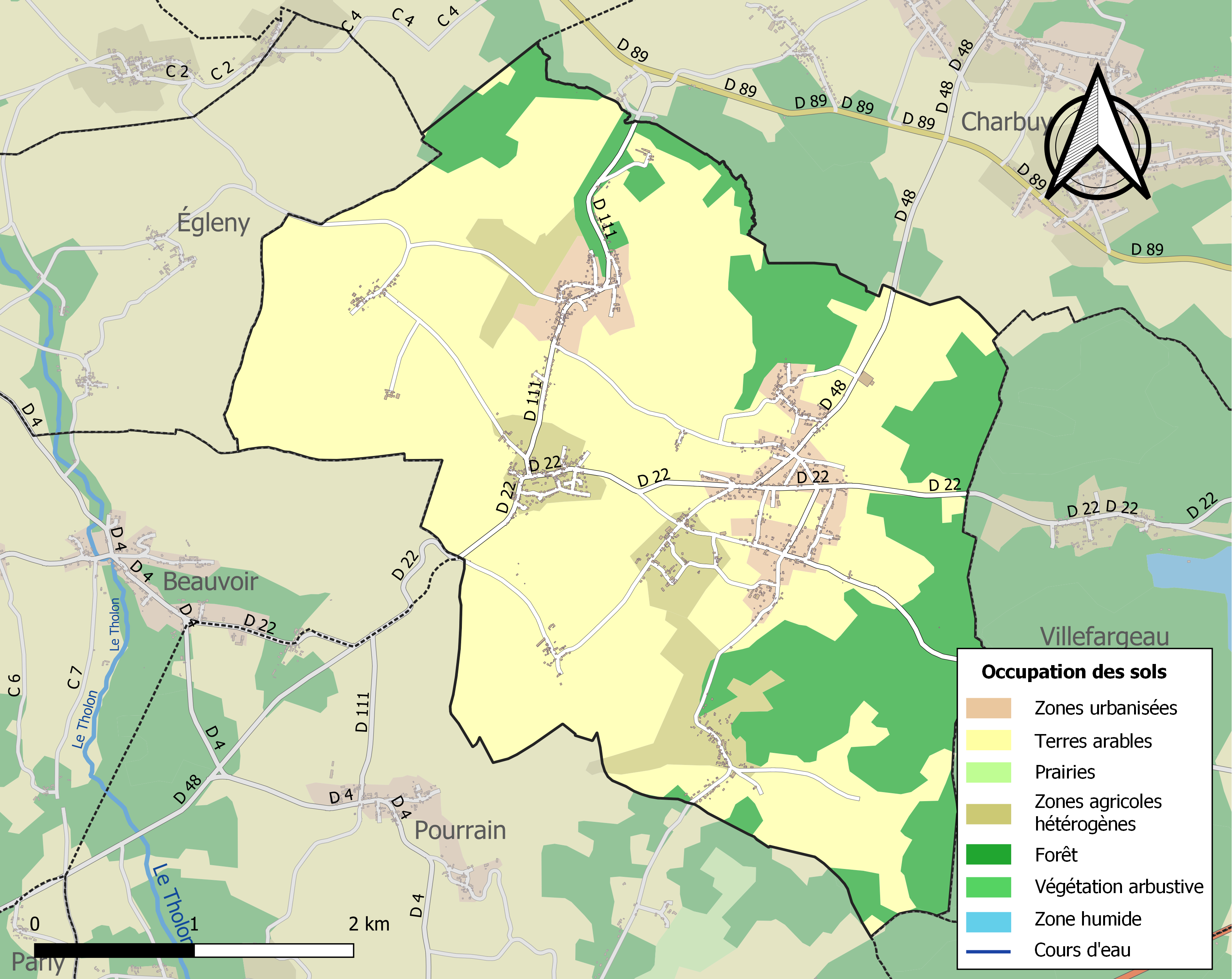
Carte des infrastructures et de l'occupation des sols de la commune en 2018 (CLC).

## Toponymie
Le nom de Lindry est d’origine gallo-romaine, remontant au IIIe siècle comme nombre de toponymes se terminant par « -y ». Il désignait alors soit un domaine frontalier situé à la limite séparant le diocèse d’Auxerre du diocèse de Sens, soit un domaine appartenant à un colon germanique nommé Lindharius, ou « guerrier au bouclier de tilleul ».[réf. nécessaire]

## Histoire

### Moyen Âge
Jusqu’en 820, l’histoire de Lindry se confond avec celle de Pourrain, ancien oppidum gaulois bâti sur un éperon rocheux, qui surveillait les vallées environnantes de Nantou et de Nancré. À la mort de saint Germain l'Auxerrois, en 448, les territoires de Lindry et de Pourrain firent partie des biens légués par le défunt prélat à l’Église d’Auxerre. En 549, lorsque les diocèses furent divisés en paroisses au concile d’Orléans, le territoire de Lindry fut rattaché à la nouvelle paroisse de Pourrain placée sous le patronage de saints Serge et Bacche. En 578, cette paroisse était l’une des 37 paroisses que comprenait alors le diocèse d’Auxerre.
Le territoire de Lindry ne fut détaché de Pourrain qu’au IXe siècle. Le 12 novembre 820, à Aix-la-Chapelle, l’empereur Louis le Débonnaire signa en effet une charte autorisant l’évêque d’Auxerre Angelhelme à donner à ses chanoines la paroisse de Pourrain, sauf les villages de Nancré, Lindry, Alpin et Riot qui devaient demeurer la propriété de l’évêque. Cette charte, qui est le plus ancien document conservé aux Archives départementales de l’Yonne, constitue l’acte de naissance de la paroisse de Lindry, formée en réunissant les quatre villages détachés de la paroisse de Pourrain. La nouvelle paroisse de Lindry fut alors placée sous le patronage de sainte Geneviève, bergère recrutée à Nanterre par saint Germain et représentée dans les statues en compagnie d’une brebis.
Au cours du IXe siècle, l’évêque d’Auxerre céda une partie de la paroisse de Lindry à ses chanoines. Il leur donna la métairie de Riot en 879, le village de Lindry en 885, puis le domaine d’Alpin le 8 septembre 887. Il ne gardait pour lui que la métairie de Nancré et toute la moitié orientale et boisée de la paroisse, encore inhabitée. La métairie de Nancré ne tarda pas, cependant, à devenir la propriété du doyen des chanoines d’Auxerre.
Aux XIe et XIIe siècles, lors de la forte explosion démographique constatée alors en France, la partie inhabitée de la paroisse de Lindry, occupée jusque lors par un marécage et une forêt domaniale, accueillit une population croissante. Le hameau du Marais fut fondé sur le site du marécage asséché, et les hameaux de Chazelles, du Bréau et des Houches furent créés dans des clairières aménagées dans la forêt domaniale. Cette partie nouvellement habitée de la paroisse de Lindry ne tarda pas à être cédée par l’évêque d’Auxerre à des seigneurs laïcs.
En 1281, le seigneur de Saint-Maurice-Thizouaille, qui possédait des terres et des serfs à Lindry, dans le diocèse d’Auxerre, accepta de les échanger contre tous les biens que les chanoines d’Auxerre possédaient alors à Fleury, Chassy et Aillant, dans le diocèse de Sens. Dès lors, la majeure partie de la paroisse de Lindry appartenait aux chanoines auxerrois ou à leur doyen : seul le village des Houches demeurait aux mains d’un seigneur laïc. En 1293, pour éviter tout conflit, fut enfin fixée la limite territoriale séparant la seigneurie de Lindry, appartenant aux chanoines, et la seigneurie de Charbuy, appartenant à l’évêque d’Auxerre. En 1332, les chanoines d’Auxerre renforcèrent leur emprise sur Lindry en recevant de Raoul Ier de Brienne, comte d’Eu et seigneur de Beaulche à Chevannes (mort en 1344), tous les serfs de celui-ci à Lindry et Pourrain.
La grande peste noire de 1348, et la guerre de Cent Ans, mirent un terme au formidable développement démographique et économique de la France médiévale. La paroisse de Lindry se vida de sa population, les terres restant en friches pendant une centaine d’années. Afin de repeupler leurs seigneuries désertées de Lindry et de Nancré, les chanoines d’Auxerre et leur doyen acceptèrent d’affranchir les rares serfs, au nombre de 32 à peine, qui étaient restés sur place, ceci le 4 mai 1479. Cette politique fut très efficace puisque, sous le règne du roi Louis XII (1498-1515), la paroisse de Lindry put renaître de ses cendres : l’église fut reconstruite en 1502, avec un portail décoré de scènes de la vie de saint Jean sculptées par l’imagier auxerrois François Fauconnier, et le nombre des paroissiens augmenta de façon considérable, aussi bien par l’épanouissement des familles d’origine que par l’arrivée de nouvelles familles. La nouvelle croissance démographique de Lindry, à partir de la Renaissance, entraîna la fondation de nouveaux hameaux, portant le nom des familles les ayant fondés : les Loups, les Bretons, les Séguins et les Bachelets.

### Époque moderne
Durant les guerres de religion, les habitants de Lindry restèrent catholiques. Leurs voisins vivant à Pourrain, en revanche, devinrent massivement protestants avec le vicaire de la paroisse ; ils furent contraints d’abjurer après la nuit de la Saint-Barthélemy, en 1572. Pendant les troubles, l’église de Lindry avait été abandonnée. La vie religieuse n’y fut rétablie que le 8 octobre 1574 avec l’arrivée du vicaire Vincent Jollybois, envoyé à Lindry par l’évêque d’Auxerre Jacques Amyot et le curé de Lindry Jean Repoux, chanoine d’Auxerre.
Après l’assassinat du duc Henri de Guise, le 23 décembre 1588 à Blois, les habitants de Lindry restèrent fidèles au roi Henri III, protégés par le seigneur de Villefargeau Claude d’Estampes, tandis que les habitants d’Auxerre adhérèrent à la Ligue catholique. Pendant cinq ans et demi, les Auxerrois ravagèrent les campagnes environnantes, attaquant la garnison royaliste de Lindry à la bataille du Bréau le 21 avril 1589. Il fallut attendre la soumission de la ville d’Auxerre au roi Henri IV, le 7 avril 1594, pour que la paix fût enfin restaurée dans l’Auxerrois. Le vicaire Vincent Jollybois put alors reprendre ses activités pastorales à Lindry à partir de juillet 1598.
Après l’assassinat du roi Henri IV, le 14 mai 1610 à Paris, sa veuve Marie de Médicis décida de se rapprocher des Espagnols. Prenant la tête des troupes protestantes hostiles à ce nouveau choix politique, le prince Henri II de Condé ravagea Appoigny le 22 octobre 1615, s’empara le lendemain du château de Régennes appartenant à l’évêque d’Auxerre, puis traversa avec son armée les bourgs de Branches, Poilly-sur-Tholon, Egleny, Merry-la-Vallée et Toucy, arrivant à Saint-Sauveur-en-Puisaye le 25 octobre 1615. En chemin, il réquisitionna des vivres pour ses hommes et ses chevaux dans toutes les paroisses environnantes, dont celle de Lindry. La paix fut rétablie le 3 mai 1616 par le traité de Loudun.
Pendant la Fronde, le jeune roi Louis XIV chargea le seigneur de Saint-Maurice-Thizouaille, Bénigne du Ruel, de lever une compagnie de chevau-légers et une troupe de miliciens pour soumettre, dans le sud de l’Yonne, les derniers frondeurs que Turenne avait vaincus le 7 avril 1652 à la bataille de Bléneau. Le 30 avril 1652, à la tête de 25 cavaliers et de 350 paysans recrutés dans plusieurs paroisses, dont Pourrain et Lindry, Bénigne du Ruel attaqua le bourg frondeur de Diges, épargnant les habitants contre une rançon de 3000 livres.
En attendant l’arrivée d’un nouveau vicaire, le curé en titre de Lindry, Louis Noël-Damy, chanoine d’Auxerre connu pour son érudition, vint séjourner pendant huit mois dans sa paroisse, du 29 août 1652 au 24 avril 1653. Il en profita pour laisser à la postérité une description détaillée des lieux, précisant que le blason de Lindry était alors « de sinople à la brebis d’argent », en l’honneur de sainte Geneviève, et que sa devise était « piqu'entan ». À l'époque, et ce jusqu’à la Révolution, la paroisse de Lindry était divisée en trois seigneuries : la seigneurie de Lindry, qui appartenait aux chanoines d’Auxerre, la seigneurie de Nancré, qui appartenait au doyen de ces chanoines, et enfin la seigneurie des Houches, qui appartenait au seigneur laïc de la châtellenie de Beaulche, à Chevannes, sous la suzeraineté de l'évêque d'Auxerre. Chacune de ces trois seigneuries était le siège d’un petit bailliage seigneurial particulier, dirigé par un lieutenant qui rendait la justice en première instance au nom du bailli en titre.
Les rapports entre les chanoines d’Auxerre et les habitants de Lindry étaient parfois conflictuels. En 1666, les chanoines auxerrois interdirent de chasser aux paysans de Lindry et des autres paroisses dont ils étaient les seigneurs, ordonnant que tous les chiens fussent entravés par un lourd billot attaché au cou, long de 3 pieds et 4 pouces, les chiens en liberté devant être aussitôt abattus par les gardes seigneuriaux. En 1686, les habitants de Lindry refusèrent en bloc d’élire leurs collecteurs d’impôts, ce qui obligea les fabriciens de l’église Sainte-Geneviève de les désigner eux-mêmes. Le 7 janvier 1743, les habitants de Lindry s’étant révoltés, les chanoines de la cathédrale d’Auxerre furent contraints de prier le lieutenant du prévôt de la maréchaussée auxerroise d’aller désarmer des insurgés.

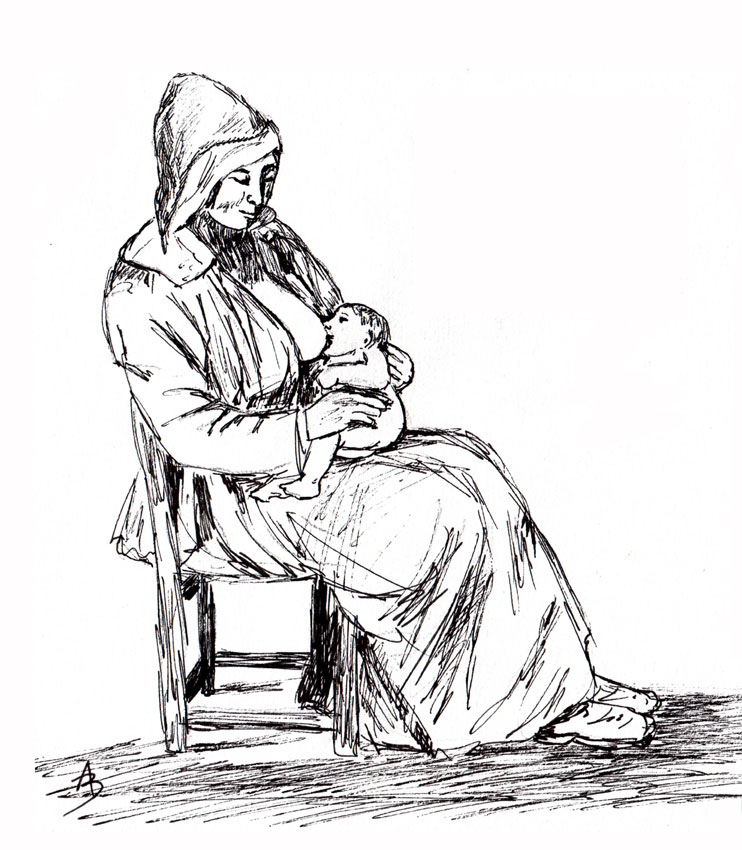
Nourrice allaitant

En 1754, pour arrondir leurs revenus, les familles de Lindry commencèrent à élever de nombreux enfants abandonnés, placés en nourrice chez elles par les hospices de Paris et d’Auxerre. Le curé de Lindry ne tarda pas à enregistrer, dans ses livres paroissiaux, le trépas d'un grand nombre de nourrissons placés dans sa paroisse. En une trentaine d'années, de 1754 à 1788, on dénombra en effet à Lindry jusqu’à 228 décès d’enfants en nourrice, dont 114 qui moururent de 1764 à 1775. Sachant que ces jeunes défunts représentaient environ la moitié des enfants confiés à des parents nourriciers, le phénomène d’accueil de nourrissons par les Lindrycois était donc très important. Il y eut en fait à Lindry presque autant d'enfants placés en nourrice, venus d'Auxerre ou de Paris, que d'enfants nés sur place.
Le 29 septembre 1755, un violent orage s’abattit sur Lindry et tous les vitraux de l’église Sainte-Geneviève furent brisés par la grêle.
En 1767, les juges de la maîtrise des eaux et forêts d’Auxerre sommèrent 17 paysans de Lindry de cesser leurs défrichements sauvages, effectués peu à peu dans la réserve seigneuriale que les chanoines d’Auxerre possédaient dans la paroisse. Ce délit portait en effet atteinte non seulement aux biens des chanoines auxerrois, mais il portait aussi préjudice aux autres habitants de Lindry qui, par la charte d’affranchissement du 4 mai 1479, avaient acquis le droit collectif de faire pacager leurs animaux dans cette réserve appelée « les grands usages ».
Le dimanche 2 octobre 1768, à l’issue des vêpres, les habitants de Lindry approuvèrent une réforme radicale du système judiciaire qui les régissait jusque-là. À la demande du roi Louis XV, les sept petits bailliages séparés que les chanoines d’Auxerre possédaient à Lindry, Égleny, Beauvoir, Pourrain, Parly, Merry-la-Vallée et Saint-Martin-sur-Ocre furent réunis pour former un ensemble plus vaste, le bailliage seigneurial de Beauvoir, auquel furent rattachés les deux petits bailliages de Nancré et des Houches. Le bailliage de Beauvoir fut installé en 1772, et son règlement de police, encadrant la vie des Lindrycois, fut homologué par le parlement de Paris le 26 novembre 1778.
En 1779, les juges de la maîtrise des eaux et forêts d’Auxerre rendirent une nouvelle sentence dans l’affaire du défrichement sauvage de la réserve seigneuriale de Lindry. Ils condamnèrent 26 paysans de Lindry, reconnus coupables d’avoir défriché 87 arpents de terre dans « les grands usages », d’une superficie initiale de 800 arpents, portant ainsi préjudice aux chanoines mais aussi à 68 paysans des hameaux du Bréau, des Bretons, des Bachelets, de Chazelles et du Fonteny qui avaient coutume de faire pacager dans cette réserve 172 vaches et 200 moutons.

### Époque contemporaine
Les habitants de Lindry approuvèrent largement la Révolution. Le 18 mars 1789, Jean-Antoine Alexandre Bachelet, syndic de la paroisse de Lindry, fut le premier à signer le cahier de doléances des Lindrycois, suivi de 42 autres signataires de la paroisse, tous âgés d’au moins 25 ans et payant des impôts. Dans ce cahier, le syndic et ses administrés traitèrent de « pieux fainéants » les chanoines d’Auxerre, seigneurs de la majeure partie de Lindry.
Le 14 décembre 1789, par une loi nationale érigeant chaque paroisse de France en commune, dirigée par un maire, fut créée la commune de Lindry avec les mêmes limites que l’ancienne paroisse fondée en 820, d’une superficie de 1522 hectares, 10 ares et 64 centiares. Le premier maire, Edme Bougault, fut élu au début de 1790 par les 160 citoyens actifs de la commune, les seuls qui avaient le droit de vote sur une population totale de 930 habitants. Ce premier édile fut réélu le 14 novembre 1791. L’ancien syndic de la paroisse, Jean Antoine Alexandre Bachelet, parvint toutefois à faire annuler la réélection pour vice de forme le 21 novembre suivant, créant aussitôt une violente confrontation entre deux factions d’électeurs lindrycois. Le directoire du district d’Auxerre fut obligé d’envoyer à Lindry deux commissaires pour apaiser les esprits, et Edme Bougault dut céder la place à Claude Joly lors d’une nouvelle élection organisée le 27 décembre 1791.
Pendant les onze années de la Révolution, de 1789 à 1799, la commune de Lindry connut un net redressement démographique, tranchant radicalement avec le marasme observé avant et après cette période, sous les règnes de Louis XVI puis de Napoléon Ier. L’adhésion massive des Lindrycois au renouveau du pays, pendant cette courte période, entraîna une augmentation sensible du nombre des mariages et des naissances dans la commune, et une baisse des décès. Ce phénomène fut favorisé en partie par la possibilité qu’avaient désormais les paysans de se marier entre cousins germains pour éviter la dispersion des terres familiales, alors que sous l’Ancien Régime il fallait demander l’autorisation, fort coûteuse, du Saint-Siège.
Les Lindrycois profitèrent aussi de la vente des biens nationaux. Le 20 avril 1792, dix d’entre eux achetèrent toutes les terres confisquées à la cure de Lindry, pour des sommes allant de 120 à 2 025 livres payables en douze ans. Le curé constitutionnel de la commune, Eustache Jean Précieux, en poste depuis le 15 mai 1791, approuva cette liquidation. Il accepta aussi que le maire de Lindry, Claude Joly, vînt clore en son église le dernier registre paroissial de la commune, le 4 novembre 1792, conformément à la loi qui confiait désormais aux maires l’enregistrement des naissances, des mariages et des décès.
Le premier acte d’état civil de Lindry fut enregistré le 15 novembre 1792 par Jean-François Favot, juge de paix du canton de Saint-Georges. Le 9 décembre 1792, le curé Eustache Jean Précieux fut toutefois élu conseiller municipal et officier d’état civil de Lindry, ce qui lui permit de continuer d’enregistrer les naissances, mariages et décès de ses concitoyens.

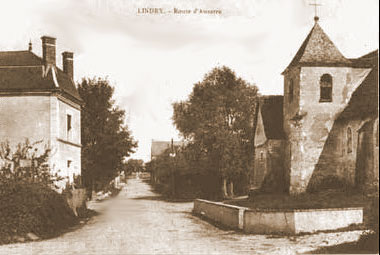
Route d'Auxerre vers 1900.

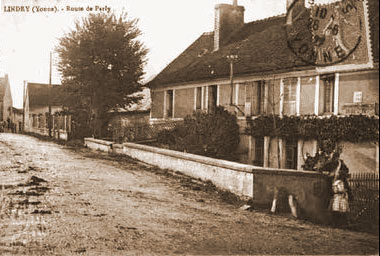
Route de Parly vers 1900.

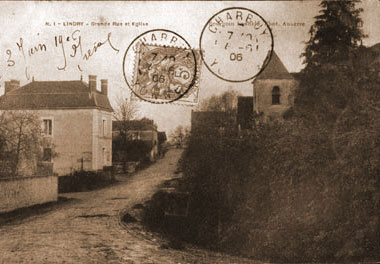
Grand'rue vers 1900.

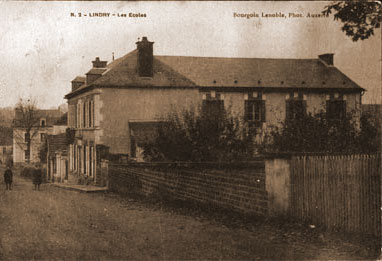
Lindry - Les écoles vers 1900.

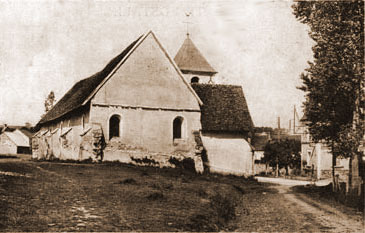
Église Sainte-Geneviève vers 1900.

Le 6 juillet 1793, deux jeunes Lindrycois, célibataires, furent tirés au sort pour rejoindre les gardes nationaux envoyés combattre les insurgés de Vendée. La ferveur révolutionnaire de la municipalité se manifesta le 10 novembre 1793 par un acte symbolique : ce jour-là, de vieux papiers féodaux furent brûlés à Lindry au pied de l’arbre de la Liberté.
Si l’histoire des familles, en France, fut modifiée par la possibilité de se marier entre cousins germains sans l’aval du pape, elle le fut aussi par de nouvelles lois autorisant le mariage des prêtres, le divorce et le remariage des divorcés. Le 6 mars 1794, l’ancien curé constitutionnel de Lindry, Eustache Jean Précieux, qui avait renoncé à ses vœux le 11 février précédent, prit pour épouse une Auxerroise nommée Anne Bailly qui lui donna trois enfants. Puis le 12 mai 1794, le cultivateur Jean Louis Bougault, qui s’était marié en premières noces le 21 janvier précédent et avait profité de la loi du 20 septembre 1792 pour divorcer aussitôt, convola en secondes noces avec Catherine Houchot qui lui donna neuf enfants.
La Constitution de l’an III, datée du 22 août 1795, supprima la fonction de maire partout en France. Dès lors, la commune de Lindry fut administrée par un agent municipal, choisi pour deux ans par des grands électeurs et assisté d’un seul adjoint. Le premier agent municipal de Lindry fut l’ancien maire Claude Joly, qui resta en poste jusqu’à sa mort le 21 février 1798. Il eut pour adjoints Louis Masquin, élu le 8 novembre 1795, puis Jean Grimard, élu le 30 mars 1797, et enfin Louis Machavoine, élu le 22 septembre 1797.
Le 23 février 1798, deux jours après la mort de Claude Joly, son adjoint Louis Machavoine fut nommé au poste d’agent municipal de Lindry par les administrateurs du canton de Saint-Georges. Ce choix fut confirmé le 30 mars 1798 par l’assemblée communale de Lindry, qui désigna pour adjoint Augustin Riollet. Le nouvel agent municipal de Lindry ne plaisait pas à tout le monde. Le 11 octobre 1798, Louis Machavoine fut en effet accusé dans un rapport de Jean Cyrille Prosper Léonard Bachelet de Vaux-Moulins, commissaire du directoire exécutif du canton de Saint-Georges, d’être un « despote » dépravant les institutions républicaines, puisqu’il permettait aux « fanatiques » de Lindry de travailler les jours des décades, de fréquenter l’église Sainte-Geneviève le dimanche et lors des fêtes religieuses de l’Ancien Régime, et de cacher les « volontaires » qui fuyaient l’armée.
Louis Machavoine fut finalement remplacé au poste d’agent municipal de Lindry par son adjoint Augustin Riollet, ceci entre le 28 août et le 13 septembre 1799. Le nouvel adjoint fut Georges Barbe, qui le 27 février 1800 rédigea et signa l’acte de divorce séparant le cordonnier Charles Sergent de son épouse Marie Méline. L’agent municipal Augustin Riollet, quant à lui, signa son dernier acte d’état civil le 30 avril 1800.
La fonction de maire avait été rétablie le 17 février 1800, par la Constitution de l’An VIII. Le maire n’était plus élu, toutefois, mais désigné par le préfet sur une liste de notables. Ce fut le juge et ancien notaire Jean-François Favot qui obtint le poste de maire de Lindry. Il signa son premier acte d’état civil le 3 mai 1800. Rallié à Napoléon Bonaparte, il resta en fonction jusqu’à son décès, survenu le 6 septembre 1816.
Le 31 mars 1801, sous le Consulat, Jean Louis Favot fit planter 33 arbres de la Liberté au hameau du Marais à Lindry, composés de chênes, d'ormes, de frênes, de marronniers et de saules, ceci aux cris de « vive la République ou la mort ». Cette prise de position républicaine ne l’empêcha pas de soutenir ensuite l’Empire napoléonien. Le 3 février 1814, la France ayant été envahie après la bataille de Saint-Dizier, livrée le 27 janvier précédent, il mobilisa les Lindrycois pour défendre la commune : il parvint à mettre sur pied une garde nationale de 160 fusiliers, dirigés par un capitaine, un capitaine en second, un lieutenant, un sous-lieutenant, un sergent-major, quatre sergents, neuf caporaux et un tambour. Ce bel étalage de force ne servit à rien. Dès le 25 septembre 1814, tout le corps municipal de Lindry prêta un serment de fidélité au roi Louis XVIII, revenu d’exil.
Le retour de Napoléon Ier, pendant les Cent-Jours, ne suscita guère d’enthousiasme parmi les édiles de Lindry. Ils promirent certes, le 30 avril 1815, de prêter bientôt serment de fidélité à l’Empereur, mais seuls le maire et son adjoint finirent par se plier à ce rite le 11 juin suivant, une semaine à peine avant la défaite de Waterloo (18 juin 1815).
Le 22 août 1816, pour raison de santé, Jean-François Favot démissionna de son poste de maire et son fils Edme Louis Cyrille Favot fut aussitôt choisi par le préfet de l’Yonne pour lui succéder. Le nouveau maire fut remplacé à son tour en juillet 1819 par le chirurgien Edme Louis Pierre Ravin. Ce dernier fit recenser tous les habitants de Lindry le 26 septembre 1819. On dénombra ce jour-là 886 Lyndricois.
Après la Révolution, la vie religieuse avait repris à Lindry. Le 18 avril 1873, l’archevêque de Sens Victor-Félix Bernadou vint en l’église Sainte-Geneviève, où il confirma 54 enfants de Lindry et d’autres enfants venus des paroisses environnantes.
Comme toutes les communes rurales de France, Lindry envoya un grand nombre de soldats dans les armées de la République pendant la Grande Guerre. Son monument aux morts dresse la liste des 41 Lindrycois qui moururent sous les drapeaux de 1914 à 1918.

## Politique et administration

### Liste des maires
| Période   | Période   | Identité             | Étiquette | Qualité               |
| --------- | --------- | -------------------- | --------- | --------------------- |
| 1944      | 1945      | Adrien René Berry    |           | agriculteur           |
| 1945      | 1947      | Jules Antoine        |           |                       |
| 1947      | 1959      | René Durand          |           |                       |
| 1959      | 1966      | Adrien René Berry    |           | agriculteur           |
| 1966      | mars 1977 | Robert Bailly        |           | instituteur           |
| mars 1977 | juin 1995 | Gilbert Picard       |           |                       |
| juin 1995 | mars 2014 | Bernard Brenot       |           |                       |
| mars 2014 | mai 2020  | Christophe Laverdant |           | Cadre Commercial      |
| mai 2020  | En cours  | Michael Taton        |           | Responsable de tirage |

## Démographie
L'évolution du nombre d'habitants est connue à travers les recensements de la population effectués dans la commune depuis 1793. Pour les communes de moins de 10 000 habitants, une enquête de recensement portant sur toute la population est réalisée tous les cinq ans, les populations de référence des années intermédiaires étant quant à elles estimées par interpolation ou extrapolation. Pour la commune, le premier recensement exhaustif entrant dans le cadre du nouveau dispositif a été réalisé en 2006.

En 2022, la commune comptait 1 334 habitants, en évolution de −4,17 % par rapport à 2016 (Yonne : −1,95 %, France hors Mayotte : +2,11 %).
| 1793 | 1800  | 1806 | 1821  | 1831  | 1836  | 1841  | 1846  | 1851  |
| ---- | ----- | ---- | ----- | ----- | ----- | ----- | ----- | ----- |
| 948  | 1 010 | 990  | 1 057 | 1 245 | 1 133 | 1 200 | 1 218 | 1 252 |

| 1856  | 1861  | 1866  | 1872  | 1876  | 1881  | 1886  | 1891 | 1896 |
| ----- | ----- | ----- | ----- | ----- | ----- | ----- | ---- | ---- |
| 1 238 | 1 199 | 1 215 | 1 215 | 1 193 | 1 150 | 1 072 | 985  | 933  |

| 1901 | 1906 | 1911 | 1921 | 1926 | 1931 | 1936 | 1946 | 1954 |
| ---- | ---- | ---- | ---- | ---- | ---- | ---- | ---- | ---- |
| 931  | 883  | 781  | 673  | 659  | 597  | 568  | 538  | 561  |

| 1962 | 1968 | 1975 | 1982 | 1990 | 1999 | 2006  | 2011  | 2016  |
| ---- | ---- | ---- | ---- | ---- | ---- | ----- | ----- | ----- |
| 522  | 521  | 581  | 814  | 906  | 950  | 1 176 | 1 329 | 1 392 |

| 2021  | 2022  | - | - | - | - | - | - | - |
| ----- | ----- | - | - | - | - | - | - | - |
| 1 354 | 1 334 | - | - | - | - | - | - | - |

## Transports
La commune de Lindry est desservie au XXIe siècle par le réseau Transyonne avec la ligne 26 du réseau Auxerre-Parly, avec des arrêts à Beauvoir, Egleny, et aux hameaux de Nantou (à Pourrain) et des Bruyères (à Villefargeau).

## Lieux et monuments

### Église Sainte-Geneviève

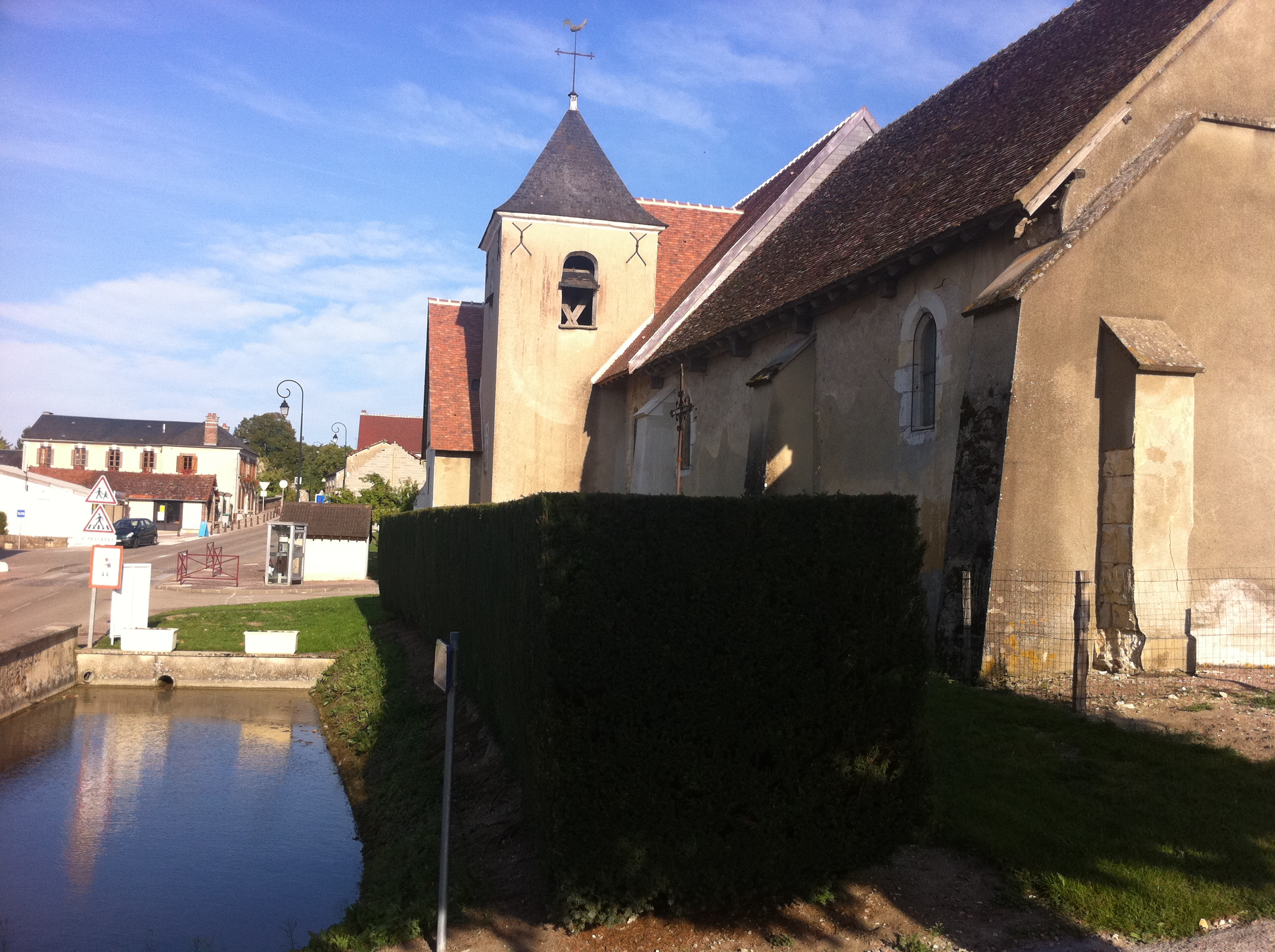
Église Sainte-Geneviève de Lindry

L’église Sainte-Geneviève du XIIe siècle possède une voûte unique en bois. Cet édifice de plan barlong est complété par une sacristie datant du XVIe siècle. Le chœur, à chevet plat, est orné d'un retable du début du XVIIIe siècle. Présence de peintures murales visibles ou sous badigeon dont la stratigraphie est : moellon, mortier de chaux et de sable ocre jaune assez sableux, lait de chaux blanc très mince, enduit de préparation, badigeon de fond très mince, couche de couleur ocre rouge, ocre jaune et noir (le noir étant peut-être une couleur transformée au contact de la lumière).
En entrant par le porche dans l’église, on découvre à gauche, sur le mur nord, une fresque murale de 3,79 mètres de long sur 2,73 mètres de large et restaurée en 2001. Cette fresque a été peinte vers 1515 avec de l’ocre de Puisaye.
Cette peinture monumentale appelée « le Dit des trois morts et des trois vifs » ou « avertissement » représente trois gentilshommes interpellés dans un cimetière par trois morts afin de leur rappeler la brièveté de la vie et l'importance du salut de leur âme. Cette œuvre symbolise le caractère inéluctable de la mort devant la vie : « nous avons été ce que vous êtes, vous serez ce que nous sommes ».
L’église Sainte-Geneviève de Lindry fait partie du Réseau des Peintures Murales de Puisaye-Forterre.
La facture de la fresque de Lindry est très proche de celle de l'église de Lancôme (Loir-et-Cher).

## Blason
Lindry est la seule commune de l'Yonne dont l'église est placée sous le patronage de sainte Geneviève, ce que reflète son blason communal où figure une brebis représentant la sainte, ancienne bergère de Nanterre devenue la disciple de saint Germain d'Auxerre.
Dans un manuscrit du XVIIe siècle, l'ancien blason de Lindry est décrit ainsi : « de sinople à la brebis d'argent », c'est-à-dire une brebis blanche sur fond vert. Sa devise, incompréhensible au XXIe siècle, y apparaît sous la forme insolite de « piqu'entan ».
Oublié pendant trois siècles et demi, cet ancien blason est remis à l'honneur en novembre 2009 par décision du conseil municipal.[réf. souhaitée] La seule modification, approuvée par le service héraldique des Archives départementales de l'Yonne, est l'ajout de deux fleurs de lys jaunes en haut de l'écu : elles évoquent les fleurs de lys que l'on voit sur la peinture murale des « Trois vifs et des trois morts », dans l'église Sainte-Geneviève. La nouvelle description héraldique du blason de Lindry est donc : « de sinople à la brebis paissante d'argent accompagnée et chef de deux fleurs de lys d'or ».

## Personnalités liées à la commune
- Charles de Lindry : En 1143, cet écuyer a signé comme témoin une charte de l’évêque d’Auxerre Hugues de Mâcon, qui confirme que les moines de Pontigny ont reçu en donation d’un nommé Herbert, de sa femme Gertrude et de leur fils Gaucher différentes parcelles de bois ayant appartenu à Henri de Saint-Florentin et à un certain Gibuin, situées dans les bois de Contest et de Sainte-Porcaire, ainsi que dans ceux de Saint-Pierre.
- Renaud Ier de Lindry : En 1150, ce chevalier a signé comme témoin un acte de Guillaume de Prunoy qui ratifie un contrat de location émis par Gaubert de Seignelay et Milon Jérémie de Joigny au profit de l’abbaye de Dilo, les moines recevant les domaines de Beischia et d’Ouches en la seigneurie de Villepied, moyennant un loyer annuel de six sous. En 1175, ce même chevalier a ensuite signé comme témoin une charte de l’abbé de Pontigny attestant que Jean de Venouse, fils de feu Jean, a donné avec sa mère à la cure de l’église Saint-Pierre d’Auxerre une rente de huit setiers de grain à prendre sur la dîme de Venouse, l’abbé recevant en échange dans son abbaye, comme moines, deux fils dudit Jean de Venouse.
- Renaud II de Lindry : En 1260, cet écuyer a vendu à l’évêque d’Auxerre Guy de Mello toutes les terres qu’il possédait avec Étienne de Sermoise à Fleury-la-Vallée. En 1265, sous le nom de Renaud dit Préaux, il a ensuite vendu au même prélat un domaine à Lindry comprenant terres, prés, vignes, habitations et serfs, ceci pour le prix de 120 livres tournois.
- Antoine Hérouet : Le 22 septembre 1538, ce poète français, chantre de l'amour platonique chrétien entré dans l'entourage de Marguerite de Navarre et de Clément Marot, a été confirmé par une bulle du pape Paul III comme abbé de Cercanceaux, à Souppes-sur-Loing. Dans cette bulle pontificale, le nouvel abbé reçoit l'autorisation de conserver le prieuré de Nesles, situé près de Rozay-en-Brie, et les cures de l'église Saint-Germain, à Villepreux, et de l'église Sainte-Geneviève, à Lindry. Si personne ne contestait à Antoine Hérouet, en 1538, sa qualité de curé de Villepreux, celle de curé de Lindry était alors source de conflits, comme le précise le pape dans sa bulle[46]. La contestation venait sans doute du chapitre de la cathédrale d'Auxerre, qui possédait les seigneuries de Lindry et de Nancré, car Antoine Hérouet n'était point chanoine de ce chapitre. Ce poète n’a jamais résidé en tout cas à Lindry, où la cure était toujours desservie au XVIIe siècle par un vicaire envoyé sur place par les chanoines d’Auxerre. Avant Antoine Hérouet, les habitants de Lindry avaient eu pour curés Jobert des Aubées en 1303[47], Jean Jaquelot en 1470[48], Pierre Deniseau en 1490 et 1491[49], et Jean Leclerc de 1522 à 1530 au moins[50]. Après lui, ils eurent pour curés Claude Gontier en 1560 et 1561[51], Étienne Dampierre en 1565[52], et Jean Repoux de 1570 à 1577 au moins[53]. Ce dernier était représenté sur place par le vicaire Vincent Jollybois. Antoine Hérouet termina sa carrière religieuse comme évêque de Digne, nommé à ce poste en 1551 par le roi Henri II.

## Pour approfondir